# Vachinius
Vachinius es un  género de coleópteros adéfagos perteneciente a la familia Carabidae.

## Especies
Comprende las siguientes especies:
- Vachinius burmanensis Lassalle, 2001
- Vachinius deuvei Morvan, 1997
- Vachinius pilosus Casale, 1984
- Vachinius pseudoglaber Casale, 1984
- Vachinius subglaber Andrewes, 1937
- Vachinius thailandensis Morvan, 1992
- Vachinius wrasei Kirschenhofer, 2003
- Vachinius holzschuhi Casale, 1984
- Vachinius hunanus Morvan, 1997